# Eurya ceylanica
Eurya ceylanica är en tvåhjärtbladig växtart som beskrevs av Robert Wight. Eurya ceylanica ingår i släktet Eurya och familjen Pentaphylacaceae. Inga underarter finns listade i Catalogue of Life.